# Torchlight
Torchlight (deutsch „Fackelschein“) ist ein von Runic Games entwickeltes und 2009 erschienenes Hack-&-Slay- bzw. Action-Rollenspiel für den PC.

## Spielprinzip

### Allgemein
Torchlight ist ein typisches Hack-&-Slay-Rollenspiel: Der Spieler erkundet eine Spielwelt mit zufallsgenerierten Höhlen, Ruinen und Minen, tötet Gegner und Bossmonster mittels Waffen und verschiedener Fähigkeiten und verfolgt dabei eine Rahmenhandlung, welche das Spiel vorantreibt. Über die Zeit sammelt er Ausrüstung und entwickelt seinen Helden in eine von ihm gewählte Kampfrichtung. Die Stadt Torchlight steht hierbei als Ausgangspunkt der Erkundungen und bietet neben Händlern und Questgebern auch die Möglichkeit, Gegenstände zu lagern und zwischen Charakteren zu tauschen.

### Charaktere
Die drei im Spiel vertretenen Charakterklassen orientieren sich an den Grundklassen des Rollenspiels: Der Nahkämpfer (Destroyer), die Fernkämpferin/Diebin (Vanquisher) und der Magier (Alchemist). Die Eigenschaften des Helden definieren sich über die vier Attribute: Stärke (Nahkampfschaden), Geschicklichkeit (Fernkampfschaden), Magie (Elementarschaden) und Verteidigung (Menge absorbierten Schadens). Für jeden Levelaufstieg erhält der Spieler 5 Punkte, die er auf die Attribute verteilt. Die Menge der Lebens- und Manapunkte erhöhen sich automatisch um feste Werte. Jede der Klassen besitzt außerdem, ähnlich Diablo II, 3 Skillbäume mit jeweils 10 Fähigkeiten. Jeder Skillbaum setzt sich aus je 5 klassenspezifischen, aktiven Fertigkeiten und 5 passiven, klassenübergreifenden Fertigkeiten zusammen. Eine Ausnahme bildet der Alchemist, dessen Skillbäume über 6 aktive Fertigkeiten verfügen. Dies ermöglicht, jede der drei Klassen in verschiedene Richtungen zu entwickeln.
Schließlich erhält der Spieler durch das Erfüllen von Quests und das Töten spezieller, mächtiger Monster Ruhm. Hat er genug Ruhm gesammelt, so steigt sein Ansehen um ein Level, und er erhält einen weiteren Fertigkeitenpunkt.
Der Spieler erhält zu Anfang des Spiels außerdem einen tierischen Begleiter. Er wählt hierbei zwischen einem wolfartigen Hund und einer luchsähnlichen Raubkatze. Exklusiv für Xbox-360-Spieler gibt es auch ein drachenartiges Geschöpf. Der Begleiter unterstützt den Helden, indem er selbständig Gegner angreift und ihm beigebrachte Zauber einsetzt. Er kann mit Ringen und Amuletten ausgestattet werden und trägt Gegenstände und kann diese auf Befehl selbständig in der Stadt verkaufen.

### Gegenstände
In Torchlight gibt es eine Vielzahl verschiedener Gegenstände: Neben Waffen und Rüstungsteilen verschiedener Qualitätsstufen findet der Spieler Tränke, Glutsteinstücke mit magischen Eigenschaften und Schriftrollen. Im Spiel gibt es fünf verschiedene Qualitätsstufen: Standard, die einfachste Stufe ohne magische Zusätze, und magisch, welche über meist ein bis zwei magische Zusätze verfügt, sind in großen Mengen zu finden. Die nächste Stufe, selten, besitzt schon deutlich mehr Verzauberungen und ein meist einzigartiges Aussehen. Am schwersten zu finden sind einzigartige Gegenstände mit einer großen Anzahl magischer Zusätze und Setgegenstände, die mehr Boni haben, je mehr Teile des Sets der Spieler trägt.
Die Waffen selbst teilen sich in drei Kategorien ein: Zum einen Nahkampfwaffen, also Schwerter, Keulen und Äxte in ein- und zweihändiger Form. Weiterhin Fernkampfwaffen, Bögen, Armbrüste und Schusswaffen und letztlich magische Waffen, hier Stäbe und Zauberstäbe.
Die Rüstungsteile haben ein für jede Klasse unterschiedliches Aussehen. Da schwerere Rüstungen einen hohen Defensivwert benötigen, sind Magier und Fernkämpfer meist auf leichte Rüstungen beschränkt und damit physischen Schaden gegenüber deutlich verwundbarer.
Die Auswahl der Tränke beschränkt sich auf Heil- und Manatränke, die es in verschiedenen Qualitätsstufen gibt. Diese kann der Spieler kaufen oder im Spiel finden.
Schriftrollen gibt es vielerlei Formen: Als Erstes die aus Diablo bekannten verbrauchbaren Schriftrollen der Identifikation, welche die anfangs geheimen Eigenschaften magischer Gegenstände enthüllen, sowie Teleportrollen, die ein Portal in die Stadt öffnen. Weiterhin gibt es Rollen, die den Spieler bestimmte Zauber lehren: Beschwörungen, Schadenzauber und die Möglichkeit, sich selbst zeitweilig zu verbessern bzw. den Gegner zu schädigen.
An verschiedenen Stellen im Spiel erhält der Spieler die Möglichkeit zu angeln. Die in einem Minispiel gefangenen Fische können verkauft oder verwendet werden. Verschiedene Fische haben verschiedene Wirkungen. Entweder können sie wie Tränke verwendet werden. Oder der Held verfüttert ihn an sein Begleitertier, wodurch dieser temporär in eine andere Form verwandelt wird, z. B. die einer Qualle oder eines Elementarwesens.
Weiterhin können Gegenstände auf zwei Arten verbessert werden: Gefundene Glutsteinstücke werden in Gegenstände eingesockelt, um diese mit deren magischen Eigenschaften zu versehen. Außerdem kann ein NPC einen bereits magischen Gegenstand kostenpflichtig verbessern. Hierbei besteht allerdings die Chance, dass alle magischen Zusätze verloren gehen.

## Handlung
Der Held des Spiels startet in der kleinen Stadt Torchlight. Diese wurde über einer Mine errichtet, in welcher das seltene Erz Glutstein abgebaut wird. Dieses Erz ist nicht nur Grundlage der Magie, sondern dient auch der magischen Verzauberung von Waffen und Rüstungen. Jedoch öffneten die Arbeiter unabsichtlich einen Zugang in alte, tieferliegende Areale, aus denen Monster die Stadt zu überrennen drohen.
Der Spieler erreicht Torchlight in einer Zeit stetiger Angriffe aus den Minen. Er unterstützt die Magierin Syl, welche auf der Suche nach ihrem Meister Alric nach Torchlight kam. Schon bald stellt sich jedoch heraus, dass Alric von der Macht des Glutsteins korrumpiert wurde. Sein Ruf war eine Falle, und die folgenden Ereignisse führen sowohl zum Tod von Syls Begleiter, Brink, als auch zur Vergiftung des Helden mit Glutstein.
Auf der Suche nach einem Heilmittel und Alric, der in die Tiefen der Minen floh, begibt sich der Held in die unter der Mine liegenden Grabkammern. Dort erfährt er aus dem Tagebuch des Minenvorarbeiters, dass es eine konzentrierte, reine Form des Glutsteins gäbe, welche den Helden zu retten vermöge. Diesen Glutstein hofft Syl in den weit unterhalb der Grabkammern liegenden Glutsteinschmieden der Zwerge, die vor Jahrhunderten dort lebten, zu finden. Auf dem Weg dorthin durchquert der Held tropische, unterirdische Ruinen, in welchen einst ebenfalls eine Hochkultur gelebt hatte. Diese verschlossen, um die gefährliche Macht des Glutsteins zu versiegeln, die Portale in die unteren Bereiche der Minen.
Der Spieler erhält im Verlauf des Spiels eine Reihe verschiedener Quests. Diese gliedern sich in zwei Gruppen: Die primären Quests, welche die Geschichte vorantreiben, und die der Spieler im Verlauf des Spiels abschließt. Außerdem die sekundären, welche nicht zum Handlungsverlauf selbst gehören, den Helden bei Erfüllung aber mit Gegenständen, Gold und Ruhm belohnen. Wiederkehrende Nebenaufgaben sind z. B. das Töten spezieller Bossgegner für einen Roboterbarden, welcher auf den Helden ein Lied dichten möchte, weiterhin ein Alchimist, der den Spieler für das Finden spezieller Glutsteinsorten belohnt.

## Entwicklung
Das Spiel wurde von Runic Games entwickelt. Das Studio wurde von ehemaligen Blizzard-Mitarbeitern wie Max Schaefer, Erich Schaefer und Peter Hu, sowie von Travis Baldree gegründet, der ehemals bei WildTangent Hauptentwickler von Fate war, woran das Spiel auch sehr stark erinnert.
Musik und Soundeffekte stammen von Matt Uelmen, der schon für die Soundtracks von Diablo, Diablo II sowie World of Warcraft: The Burning Crusade verantwortlich zeichnete.
Das Spiel basiert auf der Open-Source-Grafik-Engine OGRE.

## Vertrieb
Anfangs war Torchlight ausschließlich als Download erhältlich. Das Spiel kann direkt von torchlightgame.com heruntergeladen werden und wird mit einem Key freigeschaltet, den man nach der Bezahlung von 14,95 US-Dollar (ursprünglich 19,95 US-Dollar) per PayPal oder Google Wallet erhält. Weiterhin ist das Spiel auch über Steam sowie von anderen Partnerdiensten wie Perfect World, GamersGate, Encore, Gameware.at, WildTangent und Direct2Drive erhältlich.
Die Rechte für den Vertrieb in Europa (ausgenommen Frankreich und Benelux) hatte sich der österreichische Publisher JoWooD gesichert. Die Veröffentlichung einer „Boxed Version“ für den Handel war ursprünglich für den 23. März 2010 geplant, seit dem 6. April 2010 ist die deutschsprachige Version im Handel erhältlich.
Seit dem 12. Mai 2010 ist Torchlight über Steam auch für Mac OS verfügbar.
Der Entwickler Runic gab am 17. Mai 2010 bekannt, dass insgesamt eine halbe Million Exemplare verkauft wurden. Gut ein Jahr später wurde die Millionenmarke durchbrochen.
Am 9. März 2011 erschien das Spiel auf Xbox Live Arcade. Microsoft fungierte als Publisher. Vom 25. bis 30. November 2014 wurde die englische Windows-Version von Torchlight 1 auf ArcGames.com kostenlos veröffentlicht.

## Modifizierungen
Torchlight bietet ausgiebige Möglichkeiten für Spieler, das Spiel zu verändern und eigene Inhalte zu erstellen. Zu diesem Zweck hat Runic Games die Werkzeuge als kostenlosen Download veröffentlicht, mit denen sie das Spiel erstellt haben. Der Editor namens „TorchED“ bietet die Möglichkeit, Spieler-, Monster- und Item-Werte anzupassen, Inhalte zu übersetzen und bearbeitete Level gleich innerhalb des Editors zu testen. Weiterhin kann man Quest-Ereignisse, Scripte und die allgemeine Balance des Spieles anpassen. Durch die Verwendung von frei verfügbaren Dateiformaten wird ein recht problemfreier Import von Modellen und Animationen ermöglicht.
Mit diesen Mitteln wurde auch die Modifikation Fackelschein 2.0 erstellt, die das Spiel, das offiziell nur auf Englisch verfügbar ist, in die deutsche Sprache übersetzt. Mittlerweile gibt es jedoch eine offizielle Kaufversion in deutscher Sprache. Weitere Modifikationen beinhalten neue Charakterklassen, Spielgebiete, Questgeber und Händler.

## Rezeption
Das Spiel erfuhr schon kurze Zeit nach der Veröffentlichung große Aufmerksamkeit durch die Fachpresse und erhielt eine Vielzahl guter Bewertungen in Spielezeitschriften und Videospiele-Websites.
Das Spiel gewann bei den RPGFan E3 2009 Awards in der Kategorie PC RPG sowie bei den Game Developers Choice Awards 2010 in der Kategorie Best Debut Game.

## Torchlight II
Am 20. September 2012 wurde Torchlight II veröffentlicht. Zu den Neuerungen zählen unter anderem ein Mehrspielermodus (online, LAN und Peer-to-Peer), vier neue Charakterklassen mit anpassbarem Geschlecht und Aussehen sowie Spielwelten an der Oberfläche mit mehreren Städten, Tag- und Nachtwechsel und Wettereffekten. Zu den Spielelementen, die aus dem ersten Teil übernommen wurden, zählen unter anderem das Begleittier, die zufallsgenerierten Dungeons und das Fischen.